# Климат Малайзии
Климат Малайзии — экваториальный, муссонный, суточные и годовые амплитуды температур небольшие. Среднегодовые температуры составляют от 25 до 28 °C; в низменных районах, низовьях рек температура может повышаться до 36 °C. В горах климат более прохладный, на большой высоте — умеренный, прохладный.
Осадки выпадают равномерно в течение года, но отличают более сухой и влажный сезоны, связанные с муссонами. Летом наблюдаются муссоны с Индийского океана, сильные и устойчивые, что обуславливает влажный летний сезон на Малаккском полуострове. На Борнео, особенно на севере, зимой наблюдаются муссоны с Тихого океана и там отличают влажный зимний сезон.
В прибрежных и низменных районах выпадает 1500—2500 мм осадков в год, на севере Борнео осадков выпадает больше, чем на Малаккском полуострове. Во внутренних, горных районах выпадает 5000 мм осадков, местами до 6500. Дождливых дней отмечают 200 и более.